# 小島慶四郎
小島 慶四郎（こじま けいしろう、1931年12月19日 - 2019年12月23日）は、日本の喜劇俳優。大阪府堺市浜寺生まれ。松竹新喜劇の主要メンバーとして活躍していた。

## 来歴・人物
父親は銀行員であったため、少年時代は各地を転々とした。
北海道北見柏陽高等学校から関西大学文学部新聞学科に進学するが、演劇にのめり込み、在学中の1953年、かもめ座に入団。
その2年後、劇団新春座に移り、大学を中退。
1960年、2代目渋谷天外に誘われて松竹新喜劇に入団。独特の容貌と、看板役者の藤山寛美とは違う「アホぶり」で人気を博す一方、市井や底辺に生きる人間の哀しみや切なさも演じきっていた。
1966年の藤山の退団・復帰の際には行動をともにし、以降の新喜劇黄金時代に貢献。
1991年の新生松竹新喜劇からは幹部として3代目渋谷天外を支えていた。
「鼻の六兵衛」（藤山直美演じる場合「はなのお六」）での有馬玄蕃頭は2004年7月に通算1000回を超えたほどの当たり役となり、白塗りの殿様姿で満場の爆笑を誘っていた。
2019年12月23日午後10時5分、老衰のため死去。88歳没。

## 主な出演作品

### 舞台
- 鼻の六兵衛・はなのお六 - 有馬玄蕃頭
- 大阪ぎらい物語 - 忠平（叔父）
- 愚兄愚弟 - 佐々木惣二郎（弟） / 金魚屋高橋
- お祭り提灯 - 山路屋幸兵衛
- 人生双六
- 裏町の友情
- スーパー喜劇 狸御殿 - 文福茶釜
- 西太后
- 清&直美 気になるふたり

など

### 映画
- 昭和残侠伝 一匹狼（1966年）弁慶松
- 続兄弟仁義（1966年） - 鉄砲玉の健
- ㊙トルコ風呂（1968年）
- 緋牡丹博徒 一宿一飯（1968年）
- お尋ね者七人
- 極悪坊主
- 幻の殺意（1971年）
- ポルノ時代劇 忘八武士道
- 関東テキヤ一家　喧嘩仁義
- 傷だらけの人生
- 悪名 縄張荒らし（1974年）
- 第三の極道（1995年） - 三代目藤堂組組長 宮嶋誠道

など

### テレビドラマ
- 負けるが勝ち (1964年　ABC） - 主演・瀬古咲太郎
- 東芝日曜劇場（TBS）
  - 「雀の涙」（1965年5月9日、ABC）
- 銭形平次 第88話「大江戸の春」（1968年1月3日、フジテレビ/東映京都テレビプロ） - 政
- 水戸黄門 第1部 第16話「命かけるとき」（1969年11月17日、TBS/C.A.L）- 役人
- 大岡越前 第11部 第17話「濡れ衣晴らした人情長屋」（1990年8月13日、TBS/C.A.L） - 権三
- いのち草（1990年10月 - 1991年3月、よみうりテレビ/テレパック）
- 珠玉の女（1992年10月 - 1993年3月、よみうりテレビ/VSO） - 高木支店長
- くろしおの恋人たち（1994年、NHK総合）
- 連続テレビ小説（NHK総合）
  - 芋たこなんきん（2006年 - 2007年） - 徳永喜八郎

など

### その他の番組
- 寛美の落語紳士録（1965年1月 - 4月、毎日放送）